# Dezvo Reval
Dezvo Reval   (Budapest, 14 d'agost de 1903 - Budapest, 31 de març de 1996) conegut pel nom artístic Turai, fou un destacat fotògraf de guerra hongarès, militant comunista des del 1926, que participà en la Guerra Civil espanyola integrat a les Brigades Internacionals.
Dezvo Reval es va establir a París com a reporter el 1935. Amb l'esclat del conflicte a Espanya, va participar com a soldat a les Brigades Internacionals, de les quals es va convertir en el "fotògraf oficial" amb el pseudònim de Turai. Va seguir les forces republicanes al front i es va encarregar de la confecció de diferents àlbums fotogràfics editats pel Comissariat polític de les Brigades (Las Brigadas Internacionales, editat per Lunwerg).